# S-au cunoscut cu toții
S-au cunoscut cu toții (titlul original: în germană Sie kannten sich alle) este un film polițist est-german, realizat în 1958 de regizorul Richard Groschopp, protagoniști fiind actorii Sonja Sutter, Paul R. Henker, Horst Drinda și Lotte Loebinger.

## Rezumat
O fabrică de mașini în Isenau, undeva în Germania de Est. Este singura fabrică mare din regiune, aproape toată lumea lucrează aici, aproape toată lumea se cunoaște. Un accident are loc în timpul unui test pe traseul de viteză. Un șofer de testări moare în mașina răsturnată în flăcări iar altul grav rănit ajunge la spital. 
Ancheta relevă: sabotaj. Klausner, maistrul atelierului de testare, se simte responsabil și caută consolare de la fiica sa Herta. Dar Herta, secretara directorului tehnic, este inabordabilă și tulburată.
La scurt timp după aceea, Klausner își dă seama că este implicată în caz. Cei doi membri ai Serviciului Securității Statului care investighează ce s-a întâmplat, sunt neputincioși la început. Când în cele din urmă se dă de urma făptașilor, stagiarul Brückner, care joacă rolul de detectiv, iese în evidență cu descoperirile sale. În ultimul moment, chiar înainte să fugă în Occident, sabotorii mai pot fi prinși.

## Distribuție
- Horst Drinda – Brückner
- Sonja Sutter – Herta Klausner
- Erich Franz – Kilian
- Paul R. Henker – Klausner
- Harry Hindemith – Böhnke
- Karl Kendzia – Oswald
- Elsa Korén – dna. Bobinger
- Horst Kube – Schmieder
- Lotte Loebinger – dna. Oswald
- Fred Ludwig – Köhler
- Dieter Perlwitz – Seiffert
- Horst Preusker – Nowak
- Wolfgang Stumpf – Achim Schott
- Ulrich Thein – Auerbach
- Siegfried Weiß – dr. Blei
- Margot Ebert – telefonista
- Christel Kern – sora medicală